# Desidério Lázaro
Desidério Lázaro (Faro, 06 de junho, 1982) é um saxofonista e compositor da área do Jazz.

## Biografia
Desidério Lázaro Nasceu em Faro, a 6 de junho de 1982. Iniciou os seus estudos de flauta aos 6 anos de idade, mudando-se para o clarinete aos 10. Estudou música clássica nos conservatórios de Faro e Setúbal, onde foi aluno de Paulo Gaspar, e foi membro da Orquestra Clássica Juvenil do Algarve, Orquestra de Metais do Algarve, Camerata Musical do Barreiro e diversas bandas filarmónicas e agrupamentos de música de câmara.
Em 2002 ingressou no estudo da música Jazz e do saxofone no Hot Clube de Portugal, novamente com Paulo Gaspar e Pedro Moreira.
Dois anos mais tarde, mudou-se para Amsterdão, onde terminou com mérito a licenciatura em Jazz no Conservatório de Amsterdão, e onde teve oportunidade de estudar com Ferdinand Povel, Jasper Blom e Dick Oatts.
Em 2013 termina o Mestrado em Jazz Performance na Escola Superior de Música de Lisboa.
Pelo caminho fez centenas de concertos por todo o país e no estrangeiro (Espanha, Alemanha, Holanda, Bélgica, Áustria, Itália, Macau) e, a par da sua actividade como músico, leciona na Escola Superior de Música de Lisboa e Universidade Lusíada de Lisboa.

## Carreira
Desidério Lázaro apresenta-se em variadíssimas formações que vão desde o jazz mais tradicional a vertentes mais contemporâneas (pop, funk, fusão), tendo já tocado com nomes como Mário Laginha, Maria João, Carlos Barretto, André Fernandes, Alexandre Frazão, Mário Delgado, João Paulo Esteves da Silva, Bruno Pernadas, Salvador Sobral, assim como Rui Veloso, Luís Represas, The Black Mamba, Mafalda Veiga, Carlos do Carmo, Joana Espadinha, Miguel Ângelo e B Fachada, entre outros.
Como autor, tem apresentado os seus projetos nos principais festivais de jazz portugueses e salas de espectáculo do país. Iniciou-se nas edições discográficas em 2010 com “Rotina Impermanente”, e o seu trabalho mais recente é “MicrUs Temporis” (2024, Sintoma Records), tendo sempre recebido críticas favoráveis e entusiastas, assim como diversas nomeações para “disco jazz do ano”.

## Discografia
- Rotina Impermanente (2010, JACC Records)
- Samsara (2012, Sintoma Records)
- Cérebro: Estado Zero (2013, Sintoma Records)
- Subtractive Colors (2015, Sintoma Records)
- Moving (2018, Sintoma Records)
- Homegrown (2019)
- Unknown Road, com Luís Candeias (2020, Robalo Music)
- Stillness in Time (2021, Edição de autor)
- Oblivion (2022, AsUR)
- MicrUs (2023, Sintoma Records)
- MicrUs Temporis (2024, Sintoma Records)

## Ligações Externas
Timeout: Cinco saxofonistas de jazz portugueses que precisa de ouvir
Público: Quando o Jazz não tem medo do Rock